# Revolutionärer Kampf
Revolutionärer Kampf (RK ; en français « Combat révolutionnaire ») est une ancienne organisation politique « spontanéiste » basée à Francfort-sur-le-Main, issue du mouvement étudiant de l'après-Mai 1968, dénommée auparavant Betriebsprojektgruppe (BPG Frankfurt).

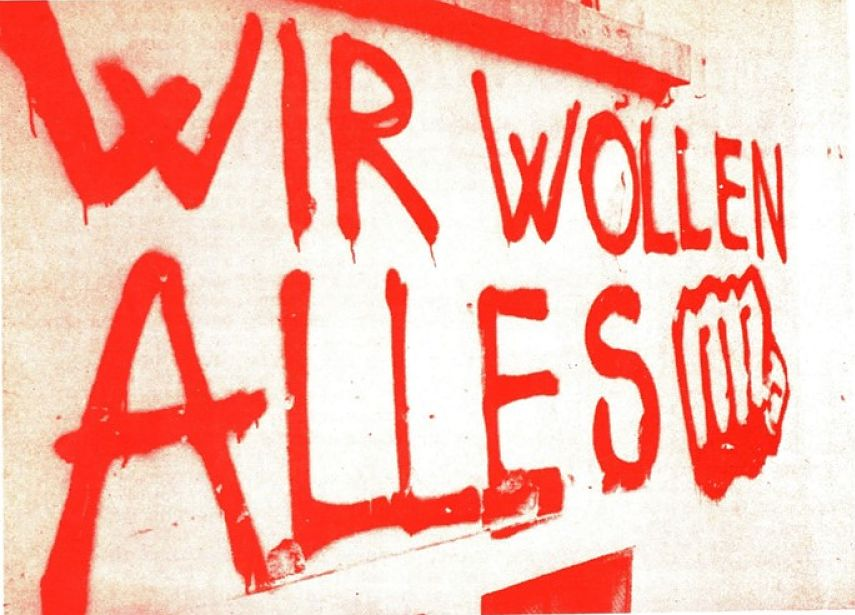
La manchette du premier numéro de Wir wollen alles en 1973.

RK est à l'origine un cercle d'étudiants socialistes qui considèrent qu'une révolution prolétarienne en Europe de l'Ouest est nécessaire et désirable.

## Historique

### Fondation, relations internationales et journal
À la fin de 1969, Daniel Cohn-Bendit et Joschka Fischer et Tom Koenigs sont les cofondateurs de la petite libraire alternative "Karl Marx", proche de l'université de Francfort, qui revend des livres volés et d'une organisation nouvellement créée, appelée initialement « groupe de projets opérationnels », puis qui prend son nom définitif en 1970 de RK. Il compte aussi parmi ses militants Matthias Beltz, qui après avoir réussi son examen de droit de 1969 a travaillé pendant près d'un an pour le "Secours Républicain", avant de commencer un stage juridique à Darmstadt. Il est rejoint en 1971 par un ami de ce dernier, Hans-Joachim Klein, carrossier de profession.
Les militants de Revolutionärer Kampf entretiennent dès le début des relations étroites avec d'autres groupes européens aux objectifs proches: Lotta continua en Italie et la Gauche prolétarienne en France. Comme eux, ils tentent de créer des groupes d'étudiants et de travailleurs politiquement actifs dans des usines, comme à l'usine Opel de Rüsselsheim am Main autour de Matthias Beltz.
Dès 1972, André Glucksmann, un des dirigeants de la Gauche prolétarienne en France rencontre à Francfort son homologue allemand Joschka Fischer, via leur ami proche commun, Daniel Cohn-Bendit. La même année, il passe un mois à Milan pour étudier le paysage politique. Dès 1969, le journal de la Gauche Prolétarienne française, La Cause du Peuple s'intéressait à l'action de Lotta Continua, encore en émergence, et des comités de base en Italie, au moment de la grande grève d'avril 1969 après le meurtre de deux militants par la police dans l'Italie du Sud. Son numéro daté d'avril-mai 1969, y consacrait un article titré "L'essor du mouvement revolutionnaire en Italie".
Dès son origine, "Revolutionärer Kampf" publie un journal éponyme. Ensuite, à partir de janvier 1973, il joue un rôle important dans le journal interégional allemand Wir Wollen Alles (Nous voulons tout) qui s'inspire de son prédécesseur français Tout !, fondé à l'automne 1970. Son nom Wir wollen alles ("Nous voulons tout"), reprend aussi le slogan d'un bulletin d'entreprise lancé par ses militants lors de l'hiver 1970-1971 à l'usine Opel de Rüsselsheim am Main. En janvier 1973, le journal fait état dès son premier numéro d'une grande manifestation nationale, contre la guerre du Viêt Nam.
Wir Wollen Alles (WWA) sera publié jusqu'en juin 1975, sous la responsabilité de Joschka Fischer. Au cours des mois suivants, le groupe "Revolutionärer Kampf" n'a plus de journal. Seize mois plus tard, en octobre 1976, Daniel Cohn Bendit présente le numéro zéro d'un autre journal, moins politique et plus culturel, centré sur Francfort, dont il est personnellement propriétaire. Il l'appelle Pflasterstrand et en parlera comme le « magazine de référence du milieu anarchiste à Francfort »

### La tentative de grève dans une usine Opel
En novembre 1970, un groupe de militant de RK mené par Matthias Beltz et Joschka Fischer se fait embaucher dans cette usine de 35 000 salariés, avec de faux CV. "Bien sûr que nous sommes communistes. Nous souhaitons empêcher cette usine de tourner (...) nous voulons tout" proclame leur premier bulletin d'entreprise. Six mois après leur embauche, une assemblée de 10 000 salariés est organisée à la mi-1971 par le syndicat de l'usine. Joschka Fischer et ses amis ont réussi à se glisser au micro pour appeler à la grève en dénonçant l'inaction du syndicat. Celui-ci coupe rapidement le son et les responsables syndicaux leur demandent de quitter le micro, mais la séquence tourne une violente bagarre à coups de chaises et de tables, qui se retrouvent en morceaux, selon Barbara Köster. La grève espérée ne démarre pas. Puis ils sont renvoyés de l'usine, seul Matthias Beltz garde son poste.

### Les occupations "militaires" de bâtiments d'habitation à Francfort
Juste après, dès la fin de l'été 1971, le groupe s'investit dans la "lutte interne", qui désignait l'occupation de vieux bâtiments, contre les spéculateurs les détruisant pour reconstruire à la place de nouveaux immeubles plus rentables. En septembre 1971, le maire Walter Möller (SPD) prévient que la police doit intervernir, compte tenu du grand nombre de logements occupés. Ainsi, le 29 septembre 1971, la police de Francfort a tenté de vider une maison de briques de trois étages, au 113 de la rue Grüneburgweg, appartenant à un banquier iranien réputé proche du Shah d'Iran. Les occupants, une douzaine d'étudiants, résistent avec vigueur. Elde, la femme de Joschka Fischer et Hans-Joachim Klein en font partie, comme ce dernier le confirmera en 1978 dans une interview à Der Spiegel. Mais le lendemain, la police revient avec un équipement de combat, comme des boucliers en plexyglas. Face à eux 110 personnes parmi lesquelles Daniel Cohn-Bendit et Joschka Fischer, qui tentent sans succès d'empêcher les policiers d'entrer puis se battent avec eux. L'affrontement, devant les photographes, fait 20 blessés et 3000 personnes manifestent quelques jours après contre ces violences.
Le maire décide alors un moratoire sur ces opérations de "réhabilitation urbaine", en soulignant que la santé des policiers et des manifestants était plus importante que la spéculation. Dans les mois qui ont suivi, les femmes de la RK se sont organisées en un "conseil des femmes" à vocation féministe, estimant que quelque chose avait changé dans le groupe. "Tout à coup", se souvient Barbara Köster, qui dirigera plusieurs décennies plus tard l'école des femmes de Francfort, "il y avait quelque chose qui ressemblait à une structure clandestine qui divisait" le mouvement, les garçons disparaissant le week-end sans dire où ils allaient, via un convoi de voitures qui ont recherché desparties isolées de la forêt du Taunis pour y pratiquer l'entrainement au combat avec bouclier, pierres et bâton. Joschka Fischer devient le chef de ces entraînements, réunissant jusqu'à 40 hommes et provoquant des entorses et ecchymoses: "A travers lui", dit un ancien membre du groupe de nettoyage, "la lutte a été ritualisée et est devenue peu à peu une fin en soi".
Le groupe appelle à l'ouverture massive de squats. Il s'insère dans un mouvement plus large que lui, celui des "sponti" où s'organisent des collectifs et des communautés perçues comme des « espaces libérés » qui permettent de « changer la vie » et des crèches « antiautoritaires ».
En mars 1973, le moratoire sur les expulsions du Maire de Francfort a expiré. Le groupe armé de Joschka Fischer attaque la police qui se dirige vers une maison occupée au 51 de la rue Kettenhofweg avant même qu'elle ne s'approche du bâtiment, déployant ce qu’il a mis au point dans les forêts du Taunus, avec un "niveau inconnu d'agressivité et de brutalité", selon le rapport de la police de Francfort. Des tuyaux en plomb et des outils tranchants sont utilisés, ainsi que des billes de verre tirées avec des frondes, qui ont percé les boucliers de la police.
La série de photos prises ce jour-là de l'intervention montre que Fischer s'arrête brutalement pendant que le policier continue à courir, tandis que autres militants du groupe se précipitent, y compris Hans-Joachim Klein, à cinq contre un, Fischer ne progressant à nouveau que lorsque le policier est submergé pour le frapper avec son poing trois fois de suite. Lorsqu'un autre policier se précipite pour aider son collègue, les agresseurs s'enfuient. Au cours de cette "bataille à Kettenhofweg", 48 policier sont blessés. Puis l'occupation du bâtiment se poursuit. Après une semaine, des combats de rue, les squatters ont dû céder.
Des militantes souhaitent en 1973 l'émergence du nouveau féminisme. Dans le numéro du 5 juin 1973, du "nous voulons tout" ("WWA") le nom de Joschka Fischer apparait à la rubrique "adresses de contact des groupes coopérants", la violence est devenue un moyen de devenir célèbre à Francfort.

### Les incidents de février 1974
En février 1974, la police évacue un complexe immobilier à l'angle de Schumannstraße et de Bockenheimer Landstraße , symbole du mouvement, car occupé depuis 1971. Daniel Cohn-Bendit sur des tracts a appelé à l' "Alerte" et a prophétisé "une défaite politico-militaire" auprès des autorités. Les observateurs vont comparer cette expulsion à l'évacuation du Ghetto de Pinsk, l'un des 300 ghettos de Biélorussie, le 29 octobre 1942, au cours duquel Destruction du Ghetto.
Lors de la manifestation qui suit le 23 février, un policier a déclaré qu'ils "voulaient nous détruire". Deux policiers isolés de leurs collègues se retrouvent entourés et écrasés par 50 hommes. Le 25 février, le "Frankfurter Allgemeine" révèle que la police a été désarmée au cours de la bagarre. Peu de temps après, un contribution parait dans le journal de RK, "WWA", présentent fièrement des photos du butin: un revolver Smith & Wesson et un pistolet Walther P 38, qualifiés d'armes "sorties du pays dans une organisation de libération". Cinq ans plus tard, le terroriste repenti Hans-Joachim Klein détaille l'affaire: les deux armes ont été cachées pendant les émeutes « dans l'un des grands pots de fleurs entre le bâtiment principal de l'université et Juridicum ».
Dans un article paru dans le journal vénézuélien "La Razón", son complice "Carlos" alias Ilich Ramírez Sánchez affirmera avoir apporté des armes dans un appartement de Francfort habité par Fischer, Cohn-Bendit et d'autres dans les années 1970, mais tous deux démentiront en disant : « nous n'avons jamais eu d'armes ».

### L'attaque du consulat d'Espagne en septembre 1975
Le 18 septembre 1975, un tribunal militaire espagnol a condamné à mort huit membres de l'organisation maoïste FRAP et deux membres de l'Eta et le lendemain, 200 combattants se dirigent vers la représentation du régime franquiste à Francfort, masqués avec des bonnets et des bas de nylon. Malgré la police, la première rangée d'assaillants lance des sacs de peinture contre le bâtiment, la deuxième des pierres, et la troisième des cocktails Molotov. Une voiture de patrouille de police est mise en flammes.

### L'attaque de la police après la mort d'Ulrike Meinhof
Le 10 mai 1976, après la mort d'Ulrike Meinhof dans sa prison pour terroristes de la RAF, environ 1500 personnes se rassemblent sur le campus de l'université de Francfort. La manifestation décidée la veille au soir était interdite mais plusieurs groupes sont en mouvement pour une confrontation avec la police, jugée inévitable par les leaders et qui commence peu avant 17 heures, près de la Goetheplatz par une pluie de pierres et de cocktails Molotov
. Un policier ayant été gravement brulé, une récompense de 50 000 marks est offerte en échange de renseignements, montant le plus élevé jamais enregistré en Hesse.
14 mai, des fonctionnaires de police pénètrent simultanément dans 14 communautés résidentielles Francfort, où douze hommes et deux femmes ont été arrêtées et deux heures plus tard, le chef de la police, Knut Müller, et l’enquêteur de la chaîne de télévision ZDF, Eduard Zimmermann, demandent l’aide de la population. La télévision présente des extraits de vidéos de la police et des photos de cinq « terroristes » qui auraient déjà été impliqués dans l'attaque du consulat général d'Espagne, sept mois plus tôt. L'un des cinq est Joschka Fischer mais il sera ensuite relâché. La dénonciation provenait d'un homme connu sur les lieux sous le nom de Roger et impliqué dans une série d'actes militants. Lors de la réunion de la veille, marquée par une forte colère, « une majorité a voté pour que la police soit livrée à une bataille qu'ils n'oublieraient pas » et Joschka Fischer dirigeait la discussion, selon le livre Wir sind die Wahnsinnigen de Christian Schmidt, mais selon un deuxième témoin qui a assisté à la réunion, retrouvé par Der Spiegel, il n'aurait pas activement défendu l’utilisation de cocktails Molotov, même s'il n'a pas non plus contredit ceux qui le réclamaient.

### Le contexte plus large à Francfort: le milieu "sponti"
En Allemagne, fin des années 1960 et durant les années 1970, plus que de mouvement organisé, on désigne par « scène sponti » (sponti-szene) des groupes et militants issus de l'opposition extra-parlementaire (APO) et de l'après Mai-68.
Ce courant se distingue peu à peu du concept léniniste d'« avant-garde » incarné par les groupes marxistes-léninistes, préférant l'idée de la « spontanéité des masses ». En 1986, après l'avoir quitté pour entrer dans un gouvernement régional, Joschka Fischer le décrira comme un « mouvement anarcho-mao-spontex »

## Membres notables
Parmi les membres de Revolutionärer Kampf figurent :
- Matthias Beltz, artiste de cabaret qui a travaillé chez Opel pendant plusieurs années et où il était délégué syndical [réf. nécessaire];
- Johnny Klinke (de), fondateur du théâtre de variétés Tigerpalast (de) à Francfort ;
- Reimut Reiche, psychanalyste et sexologue ;
- Tom Koenigs (de) ;
- Thomas Schmid (de), publiciste.
- Daniel Cohn-Bendit et Joschka Fischer, politiciens.
- Hans-Joachim Klein, terroriste repenti.